# Tiếng Hebrew Kinh Thánh
Tiếng Hebrew Kinh Thánh (עִבְרִית מִקְרָאִית, (Ivrit Miqra'it)ⓘ  hay לְשׁוֹן הַמִּקְרָא, (Leshon ha-Miqra)ⓘ), cũng gọi là tiếng Hebrew cổ điển, là dạng thái cổ của tiếng Hebrew, một ngôn ngữ thuộc nhánh Canaan của ngữ tộc Semit. Thứ tiếng này được nói bởi người Israel cổ đại tại "Vùng đất của Israel", tọa lạc ở phía tây sông Jordan và phía đông Địa Trung Hải. Từ "Hebrew" (ivrit) không được sử dụng để chỉ ngôn ngữ trong Kinh Thánh, mà thay vào đó là những từ như שְֹפַת כְּנַעַן (sefat kena'an; nghĩa là 'ngôn ngữ của Canaan') hay יְהוּדִית (Yehudit; nghĩa là 'tiếng Judea'). Trái lại, các văn thư tiếng Hy Lạp cổ đại và tiếng Hebrew Mishna sử dụng danh ngữ "Hebrew".
Tiếng Hebrew đã được chứng thực trong các bản ký có niên đại về thế kỷ thứ 10 TCN, khi nó chưa tách biệt hoàn toàn với tiếng Phoenicia và các ngôn ngữ Canaan khác. Người Israel lưu truyền tiếng mẹ đẻ của mình suốt thời kỳ Đền thờ Thứ hai và cho tới khi thành Jerusalem thất thủ trước người La Mã vào năm 70. Nó rốt cuộc diễn biến thành tiếng Hebrew Mishna, được truyền khẩu đến thế kỷ thứ 5.

## Phân loại
| Tiền ngữ Semit | IPA           | Tiếng Hebrew | Tiếng Aram | Tiếng Ả Rập | Ví dụ  | Ví dụ  | Ví dụ  | Ví dụ          |
| Tiền ngữ Semit | IPA           | Tiếng Hebrew | Tiếng Aram | Tiếng Ả Rập | Hebrew | Aram   | Ả Rập  | Nghĩa          |
| -------------- | ------------- | ------------ | ---------- | ----------- | ------ | ------ | ------ | -------------- |
| *ḏ             | */ð/ ~ /dð/   | /z̄/ ז        | /d/ ד      | /ð/ ذ       | זהב    | דהב    | ذهب    | 'màu vàng'     |
| *z̄             | */z̄/ ~ /dz̄/   | /z̄/ ז        | /z̄/ ז      | /z/ ز       | מאזנים | מאזנין | موازين | 'cái cân'      |
| *š             | */ʃ/ ~ /s/    | /ʃ/ שׁ        | /ʃ/ שׁ      | /s/ س       | שנה    | שנה    | سنة    | 'năm/niên đại' |
| *ṯ             | */θ/ ~ /tθ/   | /ʃ/ שׁ        | /t/ ת      | /θ/ ث       | שלושה  | תלתה   | ثلاثة  | 'số ba'        |
| *ṱ             | */θʼ/ ~ /tθʼ/ | /sˤ/ צ       | /tˤ/ ט     | /ðˤ/ ظ      | צל     | טלה    | ظل     | 'bóng tối'     |
| *ṣ́             | */ɬʼ/ ~ /tɬʼ/ | /sˤ/ צ       | /ʕ/ ע      | /dˤ/ ض      | ארץ    | ארע    | أرض    | 'đất'          |
| *ṣ             | */sʼ/ ~ /tsʼ/ | /sˤ/ צ       | /sˤ/ צ     | /sˤ/ ص      | צרח    | צרח    | صرخ    | 'hét'          |

Tiếng Hebrew Kinh Thánh là một ngôn ngữ Tây Bắc Semit thuộc tiểu nhóm Canaan.
Trong quá trình hình thành và phát triển của tiếng Hebrew Kinh Thánh từ gốc tiền ngữ Semit song song với các ngôn ngữ Canaan, nhiều phụ âm của nó đã bị hòa lẫn với nhau. Không có bằng chứng nào cho thấy sự chập phụ âm diễn ra sau khi bảng chữ cái Hebrew được tiếp nhận.